# Венецијанска лагуна
Венецијанска лагуна (итал. Laguna di Venezia) је лагуна у Венецијанском заливу Јадранског мора, на локацији града Венеције.

## Опис
Површина лагуне је око 550 км². Око 8% површине је копно: сама Венеција и многа мала острва. Других 11% површине су дубоке воде или каналске површине, док преосталих 80% су чамци или слане мочваре.
Венецијанска лагуна је одвојена од мора острвима Лидо и Пелестрина. Лагуна комуницира са морем кроз три тјеснаца:
- Порто ди Лидо
- Порто ди Маламоко
- Порто ди Киоггиа

У овим мореузама подигнуте су заштитне баријере које би блокирале приступ воде лагуни током јаких таласа.
Лагуна је подложна значајним променама водостаја, посебно зими и пролећа, када проблеми са поплавама се поплави већи део Венеције.
Венецијанска лагуна је уврштена на Унескову листу светске баштине.

## Острва
У лагуни се налази више од 100 острва, а најзначајнија су наведена у наставку:
| Назив                      | Оригинални назив          | Површина, км² |
| -------------------------- | ------------------------- | ------------- |
| Касе-ди-Колмата            | Casse di colmata          | 11,55         |
| Сотомарина                 | Sottomarina               | 10,00         |
| Венеция                    | Venezia                   | 5,17          |
| Лидо                       | Lido di Venezia           | 4,00          |
| Сант-Еразмо                | Sant’Erasmo               | 3,26          |
| Борго Сан-Ђовани           | Borgo San Giovanni        | 2,36          |
| Пелестрина                 | Pellestrina               | 2,00          |
| Мурано                     | Murano                    | 1,17          |
| Виньоле                    | Vignole                   | 0,69          |
| Кјођа                      | Chioggia                  | 0,67          |
| Ђудека                     | Giudecca                  | 0,59          |
| Мацорбо                    | Mazzorbo                  | 0,52          |
| Торчело                    | Torcello                  | 0,44          |
| Сант-Елена                 | Sant’Elena                | 0,34          |
| Ла-Чертоза                 | La Certosa                | 0,24          |
| Бурано                     | Burano                    | 0,21          |
| Тронкето                   | Tronchetto                | 0,18          |
| Сака-Физола                | Sacca Fisola              | 0,18          |
| Сан-Микеле                 | San Michele               | 0,16          |
| Сака-Сесола                | Sacca Sessola             | 0,16          |
| Санта-Кристина             | Santa Cristina            | 0,13          |
| Сан-Ђорђо-Мађоре           | San Giorgio Maggiore      | 0,099         |
| Ладзарето-Нуово            | Lazzaretto Nuovo          | 0,087         |
| Изола-деи-Лаги             | Isola dei Laghi           | 0,085         |
| Ла-Кура                    | La Cura                   | 0,081         |
| Повеђиа                    | Poveglia                  | 0,075         |
| Сан-Клементе               | San Clemente              | 0,068         |
| Сан-Пјетро-ди-Кастело      | San Pietro di Castello    | 0,063         |
| Ла Салина                  | La Salina                 | 0,053         |
| Сан-Серволо                | San Servolo               | 0,048         |
| Санта-Мария дела Грациа    | Santa Maria della Grazia  | 0,038         |
| Сан-Франческо дела Дезерто | San Francesco del Deserto | 0,037         |
| Сан-Ладзаро-дели-Армени    | San Lazzaro degli Armeni  | 0,033         |
| Кампалто                   | Campalto                  | 0,029         |
| Лазарето                   | Lazzaretto Vecchio        | 0,026         |
| Сант-Ариано                | Sant’Ariano               | 0,026         |
| Санто-Спирито              | Santo Spirito             | 0,024         |